# Mianeh (shahrestan)
Mianeh (persiska: شهرستان ميانه, Shahrestan-e Mianeh) är en shahrestan, delprovins, i Iran. Den ligger i provinsen Östazarbaijan, i den nordvästra delen av landet. Mianeh shahrestan hade vid 2016 års folkräkning 182 848 invånare.
Huvudort är staden Mianeh.